# Talisca
Anderson Souza Conceição (Feira de Santana, 1 februari 1994) - alias Talisca - is een Braziliaans voetballer die doorgaans als offensieve middenvelder speelt.

## Clubcarrière
Talisca komt uit de jeugdopleiding van EC Bahia. Op 7 juli 2013 vierde hij zijn competitiedebuut tegen SC Corinthians. In de daaropvolgende wedstrijd scoorde de aanvallend ingestelde middenvelder meteen zijn eerste doelpunt voor EC Bahia tegen São Paulo. Op 5 juli 2014 werd Talisca voor een bedrag van 4 miljoen euro naar Benfica getransfereerd, waar hij een vijfjarig contract ondertekende. Op 18 juli 2014 scoorde hij bij zijn debuut voor Benfica in de halve finale van de Taça de Honra tegen GD Estoril-Praia. Op 17 augustus 2014 maakte de Braziliaan zijn competitiedebuut voor Benfica tegen Paços de Ferreira. Hij mocht in de basiself starten en werd na 73 minuten vervangen door André Almeida, nadat eerder Maxi Pereira en Eduardo Salvio de wedstrijd beslisten voor Benfica. Op 12 september 2014 maakte Talisca een hattrick voor Benfica in de competitiewedstrijd tegen Vitória Setúbal. Vier dagen later maakte hij zijn Champions League-debuut tegen Zenit Sint-Petersburg. Hij werd echter na 20 minuten reeds opgeofferd door coach Jorge Jesus aangezien doelman Artur Moraes met rood van het veld werd gestuurd.

## Clubstatistieken
| Seizoen | Club                   | Competitie          | Competitie | Competitie | Competitie | Beker | Beker | Beker | Internationaal | Internationaal | Internationaal | Totaal | Totaal | Totaal |
| Seizoen | Club                   | Competitie          | Wed.       | Dlp.       | Ass.       | Wed.  | Dlp.  | Ass.  | Wed.           | Dlp.           | Ass.           | Wed.   | Dlp.   | Ass.   |
| ------- | ---------------------- | ------------------- | ---------- | ---------- | ---------- | ----- | ----- | ----- | -------------- | -------------- | -------------- | ------ | ------ | ------ |
| 2013    | EC Bahia               | Série A             | 21         | 2          | 2          | 0     | 0     | 0     | 3              | 0              | 0              | 24     | 2      | 2      |
| 2014    | EC Bahia               | Série A             | 9          | 2          | 0          | 0     | 0     | 0     | —              | —              | —              | 9      | 2      | 0      |
| 2014/15 | Benfica                | Primeira Liga       | 32         | 9          | 2          | 6     | 1     | 1     | 6              | 1              | 0              | 44     | 11     | 3      |
| 2015/16 | Benfica                | Primeira Liga       | 21         | 3          | 0          | 8     | 4     | 3     | 5              | 2              | 0              | 34     | 9      | 3      |
| 2016/17 | → Beşiktaş             | Süper Lig           | 22         | 13         | 2          | 2     | 1     | 0     | 9              | 3              | 4              | 33     | 17     | 6      |
| 2017/18 | → Beşiktaş             | Süper Lig           | 33         | 14         | 7          | 6     | 2     | 1     | 8              | 4              | 0              | 47     | 20     | 8      |
| 2018    | → Guangzhou Evergrande | China Super League  | 18         | 16         | 12         | 0     | 0     | 0     | 0              | 0              | 0              | 18     | 16     | 12     |
| 2019    | Guangzhou Evergrande   | China Super League  | 18         | 11         | 3          | 1     | 0     | 0     | 8              | 5              | 0              | 27     | 16     | 3      |
| 2020    | Guangzhou Evergrande   | China Super League  | 17         | 6          | 2          | 0     | 0     | 0     | 3              | 1              | 0              | 20     | 7      | 2      |
| 2021/22 | Al-Nassr               | Professional League | 28         | 20         | 2          | 2     | 1     | 0     | 3              | 1              | 2              | 33     | 22     | 4      |
| 2022/23 | Al-Nassr               | Professional League | 11         | 11         | 0          | 1     | 0     | 0     | —              | —              | —              | 12     | 11     | 0      |
| 2023/24 | Al-Nassr               | Professional League | 17         | 16         | 4          | 3     | 3     | 0     | 5              | 6              | 0              | 25     | 25     | 4      |
| 2024/25 | Al-Nassr               | Professional League | 10         | 6          | 0          | 4     | 0     | 0     | 5              | 2              | 0              | 19     | 8      | 0      |
| 2024/25 | Fenerbahçe             | Süper Lig           | 9          | 6          | 0          | 3     | 3     | 1     | 4              | 0              | 0              | 16     | 9      | 1      |
| TOTAAL  | TOTAAL                 | TOTAAL              | 266        | 135        | 36         | 36    | 15    | 6     | 59             | 25             | 6              | 361    | 175    | 48     |

Bijgewerkt tot en met 14 april 2025.

## Interlandcarrière
Talisca maakte één doelpunt in vier interlands voor Brazilië –23. Op 11 november 2014 werd hij door Braziliaans bondscoach Dunga geselecteerd voor vriendschappelijke interlands tegen Turkije en Oostenrijk als vervanger voor Lucas Moura. Tot een debuut kwam het niet.

## Erelijst
| Competitie                    | Aantal   | Jaren            |          |          |
| EC Bahia                      | EC Bahia | EC Bahia         | EC Bahia | EC Bahia |
| ----------------------------- | -------- | ---------------- | -------- | -------- |
| Campeonato Baiano             | 1x       | 2014             |          |          |
| Benfica                       |          |                  |          |          |
| Primeira Liga                 | 2x       | 2014/15, 2015/16 |          |          |
| Taça da Liga                  | 2x       | 2014/15, 2015/16 |          |          |
| Supertaça Cândido de Oliveira | 1x       | 2014             |          |          |
| Beşiktaş                      |          |                  |          |          |
| Süper Lig                     | 1x       | 2016/17          |          |          |